# Een koningin waardig
Een koningin waardig is het derde stripalbum uit de Thorgal-parallelreeks De werelden van Thorgal: Kriss Van Valnor. Deze reeks draait om Kriss van Valnor, een van de hoofdpersonen uit de hoofdserie. De strip werd voor het eerst uitgegeven bij Le Lombard in 2012. Het album is getekend door Giulio de Vita met scenario van Yves Sente. De inkleuring gebeurde door Graza Kasprzak.

## Verhaal
Freya maakte in het vorige album haar vonnis bekend en zond Kriss van Valnor opnieuw naar Midgaard met de opdracht een daad te stellen die haar de rang van koningin kan opleveren. Ze mag daarbij geen enkel levend wezen – zelfs geen mug – ook maar het minste kwaad doen, anders zal de dodelijke pijlpunt in haar borst zich dieper boren en haar doden en haar bijgevolg voor eeuwig naar de hellen van Niflheim verbannen.
Aan de zijde van de lesbische Hildebrun - dochter van koning Gustaafson - geraakt ze verwikkeld in diens machtsstrijd over de opvolging met Hildebruns broer prins Althar. Deze had immers de scepter - een staf met gouden drakenkop en bezet met edelstenen - doen verdwijnen op weg van het 'eiland van de wind' (waar hij bewaard werd) naar het hof van de koning. De traditie verlangde immers dat de koning met de scepter tijdens het Alding de klachten van zijn onderdanen te aanhoren. Daarnaast is er ook een rol weggelegd voor koning-genezer Taljar Sologhonn die alle Vikingen wil verenigen in de strijd tegen keizer Magnus.
In de strijd om de scepter raakt Hildebrun dodelijk gewond en moet Kriss van Valnor alleen met de staf terugkeren naar het hof. Aldaar aangekomen barst er een strijd los, waarbij zowel de koning als de prins omkomen. Kriss van Valnor grijpt de scepter en wordt de nieuwe koningin.